# América FC (Ceará)
América FC is een Braziliaans voetbalclub uit Fortaleza, de hoofdstad van de provincie Ceará.

## Geschiedenis
De club werd opgericht in 1920. In 1935 won de club voor het eerst het staatskampioenschap. América werd ook nog zes keer vicekampioen en won ook nog in 1966 de titel, maar moest het meestal afleggen tegen de grotere stadsrivalen Fortaleza EC en Ceará SC.
Tussen 1921 en 1997 speelde de club 64 jaar in de hoogste klasse. Hierna volgden zeven jaar tweede klasse en degradeerde dan nog verder. In 2013 promoveerde de club terug naar de tweede klasse en speelde daar tot 2015.

## Erelijst
Campeonato Cearense
1935, 1966